# Mouchin
Mouchin je francouzská obec v departementu Nord v regionu Hauts-de-France. V roce 2014 zde žilo 1 406 obyvatel.

## Poloha obce
Obec leží u hranic Francie s Belgií.
Sousední obce jsou: Aix, Bachy, Brunehaut (Belgie), Cobrieux, Genech, Nomain a Rumes (Belgie).

## Vývoj počtu obyvatel
Počet obyvatel